# Zanonia
Zanonia är ett släkte av gurkväxter. Zanonia ingår i familjen gurkväxter.
Kladogram enligt Catalogue of Life:
| Zanonia | \| \| Zanonia angulata \| \| \| \| \| \| Zanonia indica \| \| \| \| |
|         | \| \| Zanonia angulata \| \| \| \| \| \| Zanonia indica \| \| \| \| |
|         | Zanonia angulata                                                    |
|         |                                                                     |
|         | Zanonia indica                                                      |
|         |                                                                     |